# Битва на Пахре
Битва на реке Пахре — сражение в ходе восстания Болотникова, произошедшее в октябре 1606 года на реке Пахре. Правительственные войска, посланные навстречу повстанцам для предотвращения их наступления на Москву, смогли одержать тактическую победу. Царское войско возглавлял молодой воевода князь Михаил Скопин-Шуйский, с ним были также князь Борис Татев и воевода Артемий Измайлов. Накануне битвы к войску присоединились и остатки отряда князя Владимира Кольцова-Мосальского, потерпевшего поражение в битве на Лопасне. Пахра представляла собой следующий естественный рубеж на пути к Москве после Лопасни. В битве на Пахре начал проявляться полководческий талант девятнадцатилетнего родственника царя Василия Шуйского, впервые поставленного во главе войска. Несмотря на то, что повстанцы численно превосходили небольшую рать Скопина-Шуйского и первыми атаковали, они были разбиты. В Москву с сеунчем был отправлен Василий Бутурлин. После сражения болотниковцы отошли к Серпухову. В целом же, успешный для правительственной стороны исход битвы на Пахре не переломил неблагоприятную для неё ситуацию. Уже вскоре ещё более крупное повстанческое войско под руководством Истомы Пашкова захватило Коломну и нанесло царским войскам поражение в битве при селе Троицком. И всё же битва на Пахре, заставившая повстанцев отказаться от продвижения по серпуховской дороге в пользу более длинной коломенской, обеспечила Москве и царским войскам дополнительное время для подготовки обороны столицы.